# Castell de Libros
El castell de Libros es menciona al document d'annexió de l'ordre de Montgoi a l'ordre dels cavallers templers, qui serien els seus propietaris fins a la dissolució de l'ordre. Es trobava a prop del poble de Libros, a l'actual província de Terol. Se sap que, quan es va ordenar l'arrest de tots els templers de la Corona d'Aragó el castell, comandat per Frey Pedro Rovira, patí el setge de les forces reials, resistint durant sis mesos abans de rendir-se al juny de 1308.
Actualment queden poc més que les ruïnes de la base del castell al cim del risc conegut com "el Mortero": un mur de contenció, dos de tancament recolzats a les penyes (dels quals un encara està sencer i l'altre no), una paret que pareix haver sigut una divisió interior i una depressió circular que, segons la tradició popular, és un pou que penetrava la muntanya fins a arribar al proper riu Túria.